# 이가라시 다이스케
이가라시 다이스케(五十嵐 大介, 1969년 4월 2일~)은 일본의 남성 만화가이다.
사이타마현 쿠마가이시 출신으로 가나가와현 카마쿠라시 거주중이다. 타마미술대학 미술학부 회화학과를 졸업하였다.

## 정보
| 五十嵐 大介 | 五十嵐 大介 |
| ----------- | --- |
| 출생        | 1969년4월2일（만49세） |
| 국적        | 일본 |
| 활동기      | 1993년 - |
| 장르        | 청년 만화 |
| 대표작      | 하나시바나시(はなしっぱなし) 리틀포스트(リトル・フォレスト) 마녀(魔女) 해수의 아이(海獣の子供)                                          |
| 수상        | 제8회 문화청 미디어예술제 만화부문 우수상(마녀) 제38회 일본 만화가협회상 우수상 제13회 문화청 미디어예술제 만화부문 우수상(해수의 아이) |

## 생애
1993년에 '월간 애프터눈'으로 데뷔. 높은 화력과 섬세한 묘사로 자연세계를 그렸다. 2004년, '마녀'로 문화청 미디어예술제 만화부문 우수상을 수상했다. 2009년, '해수의 아이'에 의해 제38회 일본 만화가 협회상 우수상, 제13회 문화청 미디어 예술제 만화 부문 우수상 수상했다. 압도적인 화풍과 독자적 세계관으로 일본 내 많은 창작자들의 지지를 받고 있다.